# Jean-Baptiste-Gédéon Charreyron
Pour les articles homonymes, voir Charreyron.
Jean-Baptiste-Gédéon Charreyron (7 juin 1825, Bellac - 21 août 1898, Bellac), est un homme politique français.

## Biographie
Parent de Charles Charreyron, il lui succède, le 7 janvier 1872, comme représentant de la Haute-Vienne.
Il a été précédemment sous-préfet, puis est entré dans la magistrature, et devient également conseiller à la cour de Limoges, fonctions qu'il occupe jusqu'à l'époque de sa mise à la retraite, le 21 mars 1884. 
Élu comme conservateur, Charreyron fait partie au centre droit, et soutient le gouvernement du 24 mai et le ministère de Broglie.

## Pour approfondir